# Sutton-on-the-Forest
Sutton-on-the-Forest is een civil parish in het bestuurlijke gebied Hambleton, in het Engelse graafschap North Yorkshire.